# Hot Octopuss
Hot Octopuss es una empresa de juguetes sexuales con sede en Londres, Inglaterra. Enfocada principalmente en la masturbación masculina, la compañía busca derribar tabués, mitos y creencias erróneas acerca de esta práctica entre el público masculino.
Fundada en 2011 por Adam Lewis y Julia Margo, el primer Hot Octopuss Pulse (estilizado como PULSE y también conocido como «Guybrator») se lanzó en septiembre de 2013. Los productos Hot Octopuss están disponibles a nivel mundial en más de 50 países.

## Historia
En 2008, mientras trabajaba en la gestión de conferencias, Lewis tuvo una idea para un juguete sexual masculino duradero. Descubrió un artículo sobre estimulación vibratoria del pene, que describía una forma de provocar la eyaculación en hombres con lesiones de la médula espinal, independientemente de la sensibilidad debajo de la cintura. Fue a Dinamarca para reunirse con los científicos que habían desarrollado el equipo para hacer esto y obtuvo las patentes para utilizar la tecnología en su juguete sexual.
Lewis, junto con su socia Julia Margo, deciden crear Pulse, que Wired describió como un «casco vibratorio para penes al estilo Darth Vader». Se agotó en los primeros seis meses gracias a su impacto en la salud sexual del varón. En 2015, la compañía lanzó Pulse II, con un segundo motor y un año más tarde, se lanzó Pulse III.
En enero de 2016, después de que una encuesta de Time Out revelara que el 39% de los hombres neoyorquinos se masturbaban en el trabajo, Hot Octopuss creó una cabina de masturbación llamada GuyFi en la ciudad de Nueva York que invitaba a los hombres a autoestimular sus penes hasta la eyaculación.
Hot Octopuss apareció en «Pillow Talk», donde la experta en sexo Jenny Block (que escribe regularmente en el blog del Huffington Post) paseaba por Manhattan en una cama con dosel. El evento se presentó en Nightline de la cadena ABC.